# Józef Figna
Józef Figna (ur. 16 marca 1886 w Trzanowicach Dolnych, zm. 1 sierpnia 1949 w Krakowie) – polski nauczyciel i wykładowca akademicki, oficer piechoty, kawaler Orderu Virtuti Militari, działacz sportowy, publicysta i bibliofil.

## Życiorys
Urodził się w 1886 roku w Trzanowicach Dolnych na Śląsku Cieszyńskim. Był synem Andrzeja Figny, rolnika. Już jako uczeń gimnazjum działał w polskim ruchu kulturalnym na Śląsku Cieszyńskim zakładając m.in. biblioteki i czytelnie ludowe.
Był zaangażowany w tworzenie polskiego sportu. W 1906 roku był jednym ze współzałożycieli, a następnie wieloletnim działaczem Klubu Sportowego „Cracovia”. W 1907 roku odbył roczną służbę w armii austro-węgierskiej jako ochotnik w Śląsko-Morawskim Pułku Piechoty Nr 100 w Krakowie. Na stopień chorążego został mianowany ze starszeństwem z 1 stycznia 1909, a na stopień podporucznika ze starszeństwem z 1 stycznia 1913 w korpusie oficerów rezerwy piechoty.
Ukończył studia germanistyczne na Uniwersytecie Jagiellońskim. Od 1908 roku pracował jako profesor Gimnazjum im. Jana III Sobieskiego w Krakowie.
W czasie I wojny światowej został wcielony do armii austro-węgierskiej. Od 1914 roku był podporucznikiem rezerwy 100 pułku piechoty.
Jako oficer w cieszyńskim garnizonie brał udział w przewrocie wojskowym w Cieszynie w nocy z 31 października na 1 listopada 1918 roku. Od 1 listopada 1918 roku służył w Wojsku Polskim. W styczniu 1919 roku wziął udział w wojnie polsko-czechosłowackiej, w czasie której był osobistym adiutantem dowódcy sił polskich, brygadiera Franciszka Latinika. 19 sierpnia 1920 został zatwierdzony z dniem 1 kwietnia 1920 w stopniu kapitana, w piechocie, w grupie oficerów byłej armii austriacko-węgierskiej. Pełnił wówczas służbę w Dowództwie 7 Dywizji Piechoty. W czasie służby w Dowództwie Okręgu Generalnego w Krakowie działał także na rzecz wsparcia powstań śląskich. Został zwolniony ze służby 25 października 1921 roku.
Po zakończeniu I wojny światowej powrócił do pracy w krakowskim Gimnazjum im. Jana III Sobieskiego, gdzie był zatrudniony aż do 1939 roku. Zorganizował Szkolny Klub Sportowy i jako pierwszy zaczął prowadzić międzyszkolne zawody sportowe. Zaangażował się w tworzenie sekcji lekkoatletycznej Cracovii. Od 1927 roku był wykładowcą teorii wychowania fizycznego w Studium Wychowana Fizycznego Uniwersytetu Jagiellońskiego. W latach 20. był też jednym z założycieli Towarzystwa Miłośników Książki w Krakowie. W 1933 roku obronił pracę doktorską.
W okresie międzywojennym był kapitanem rezerwy z przydziałem do 3 Pułku Strzelców Podhalańskich. W 1934, jako oficer rezerwy pozostawał w ewidencji Powiatowej Komendy Uzupełnień Kraków Miasto. Posiadał przydział do Oficerskiej Kadry Okręgowej Nr V. Był wówczas w grupie oficerów „powyżej 40 roku życia”.
Od 23 września 1938 był członkiem Krakowskiego Ochotniczego Korpusu Zaolziańskiego.
W czasie II wojny światowej przebywał w Krakowie, gdzie współpracował z polskim podziemiem. Był redaktorem konspiracyjnego Dziennika Polskiego. Po zakończeniu wojny powrócił do pracy na Uniwersytecie Jagiellońskim, gdzie pełnił funkcję wicedyrektora Studium Wychowania Fizycznego.
Figna był bibliofilem i na przestrzeni lat zgromadził obszerny zbiór książek. Jego biblioteka dotycząca wychowania fizycznego i sportu liczyła ponad trzy tysiące pięćset pozycji pisanych w różnych językach oraz komplety wszystkich polskich czasopism sportowych. Figna posiadał również duży zbiór konspiracyjnych druków polskich z lat 1939–1945.
Zmarł 1 sierpnia 1949 roku w Krakowie.
Po jego śmierci księgozbiór poświęcony sportowi zakupiły, za pośrednictwem krakowskich antykwariatów, biblioteki: Akademii Wychowania Fizycznego (trzy tysiące woluminów) oraz Wyższej Szkoły Wychowania Fizycznego (pięćset woluminów). Druki pochodzące z okresu okupacji zostały sprzedane do Warszawy.

## Ordery i odznaczenia
- Krzyż Srebrny Orderu Wojskowego Virtuti Militari nr 6969 (17 maja 1922)[6]
- Krzyż Walecznych
- Złoty Krzyż Zasługi (dwukrotnie: 7 listopada 1929[7], 12 czerwca 1946[8])
- Krzyż na Śląskiej Wstędze Waleczności i Zasługi
- Medal Pamiątkowy za Wojnę 1918–1921
- Medal Dziesięciolecia Odzyskanej Niepodległości
- Krzyż za Obronę Śląska Cieszyńskiego II klasy (2 października 1919)[9]
- Krzyż Plebiscytowy Górnośląski

Opracowano na podstawie materiału źródłowego.